# Ронкі-Вальсугана
Ронкі-Вальсугана, Ронкі-Вальсуґана (італ. Ronchi Valsugana, вен. Ronchi Valsugana) — муніципалітет в Італії, у регіоні Трентіно-Альто-Адідже,  провінція Тренто.
Ронкі-Вальсугана розташоване на відстані близько 480 км на північ від Рима, 25 км на схід від Тренто.
Населення — 435 осіб (2014).

## Демографія
Населення за роками:

Станом на 1 січня 2023 року в муніципалітеті офіційно проживало 7 іноземців з 3 країн, серед них 6 громадян країн Євросоюзу.

## Сусідні муніципалітети
- Борго-Вальсугана
- Ронченьйо
- Торченьйо